# Waffenstillstand von Cassibile
1940–1945: Luftangriffe auf Italien
1940: Angriff auf Tarent
1943: Operation Husky (Lehrgang) – Waffenstillstand von Cassibile – Invasion in Italien (Baytown, Avalanche, Slapstick) – Fall Achse – Schlacht um Ortona
1944: Schlachten am Monte Cassino – Operation Shingle – Gotenstellung – Schlacht von Monte Castello
1945: Frühjahrsoffensive
Der Waffenstillstand von Cassibile war das Waffenstillstandsabkommen zwischen dem Königreich Italien unter der Regierung von Marschall Pietro Badoglio und zwei der Alliierten der Anti-Hitler-Koalition, USA und Großbritannien, im Zweiten Weltkrieg. Es wurde am 3. September 1943 in dem kleinen sizilianischen Ort Cassibile bei Syrakus unterzeichnet und am 8. September 1943 bekannt gegeben. Durch dieses Abkommen löste sich Italien aus dem Bündnis mit dem Deutschen Reich.

## Vorgeschichte
Im Vorfeld der Invasion Siziliens und noch vor dem Ende des Feldzugs in Tunesien hatte General Eisenhower am 29. April 1943 einen Vorschlag über die Bedingungen, die Italien für einen Waffenstillstand abzufordern seien, an die Combined Chiefs of Staff eingereicht. Diese Bedingungen wurden am 10. Mai mit geringfügigen Änderungen beschlossen. Wie bereits auf der Konferenz von Casablanca vom Januar 1943 beschlossen, wurde eine bedingungslose Kapitulation der Streitkräfte gefordert. Etwa zur selben Zeit begann auch das amerikanische Joint War Plans Committee im Auftrag der Joint Chiefs of Staff mit einer Studie über die Optionen für ein Ausscheiden Italiens aus dem Krieg. Darin wurden a) ein Zusammenbruch Italiens, b) eine bedingungslose Kapitulation oder c) ein Bürgerkrieg (am unwahrscheinlichsten) als mögliche Zukunftsszenarien zugrunde gelegt. Während die amerikanischen Planer in der Folge einen deutschen Rückzug aus Italien erhofften, was zahlreiche neue Perspektiven eröffnet hätte, glaubten die Briten nicht an diese Möglichkeit, ebenso wenig an einen Bürgerkrieg. Sie wünschten vielmehr, die italienischen Streitkräfte gegen die Deutschen einsetzen zu können. Zumindest aber müsse erreicht werden, dass italienisches Gebiet, Ressourcen und Einrichtungen unbeschränkt von den Alliierten genutzt werden konnten. Nicht berücksichtigt war in den britischen Vorschlägen die Forderung nach einer bedingungslosen Kapitulation, insbesondere nach einer Abdankung der italienischen Regierung und der Übernahme der Regierungsgewalt durch eine alliierte Militärregierung. Die endgültigen Festlegungen der alliierten Regierungen in diesen Fragen waren den Combined Chiefs of Staff bis Ende Juli noch nicht zugegangen.

## Verhandlungen über einen Waffenstillstand

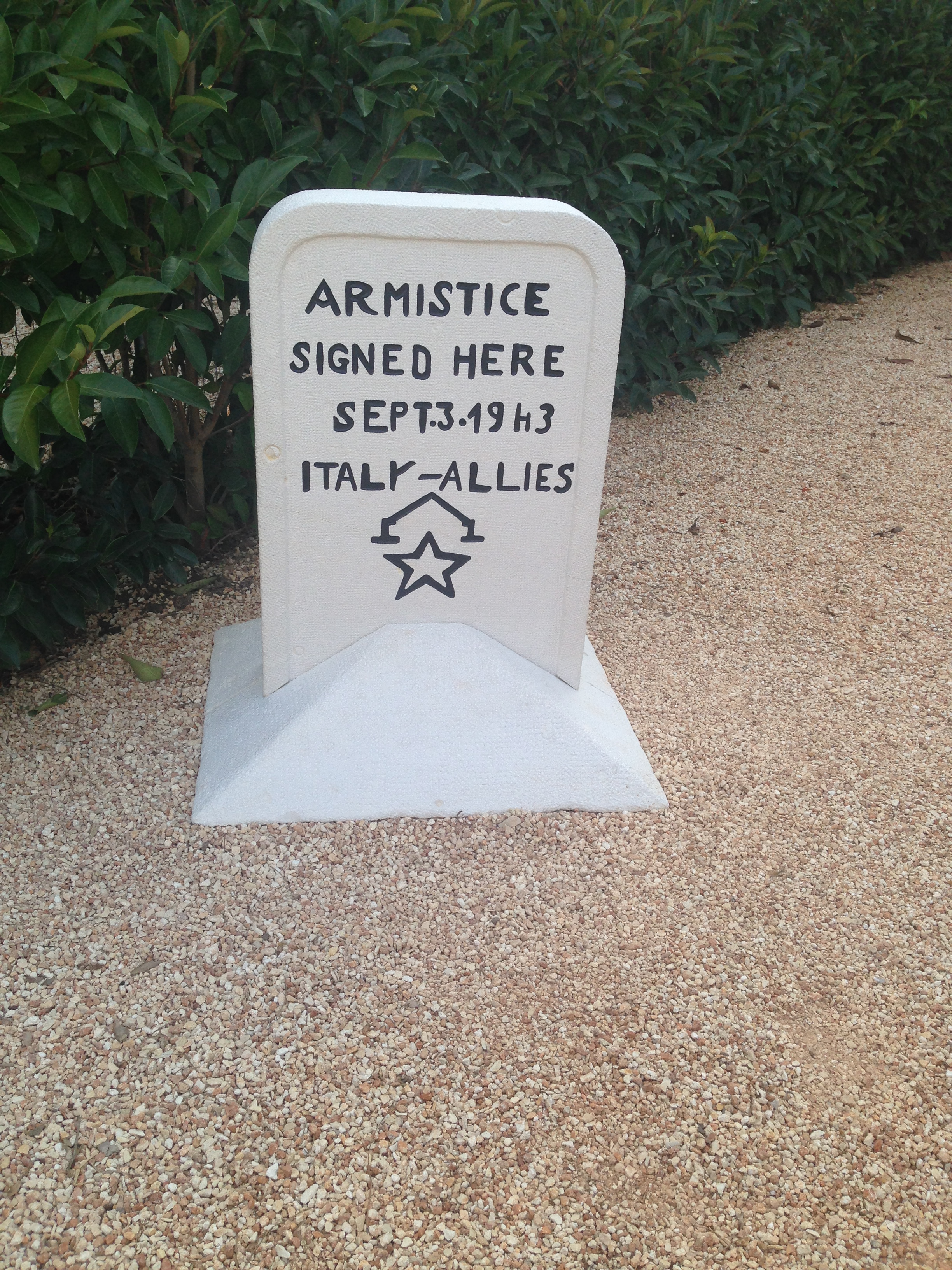
Gedenkstein am Ort der Unterzeichnung, 2016

Am 10. Juli 1943 waren britische und US-amerikanische Truppen im Rahmen der Operation Husky auf Sizilien gelandet. Sie eroberten die Insel gegen deutsch-italienischen Widerstand bis zum 17. August vollständig. In Rom wurde Benito Mussolini unter dem Eindruck der sich abzeichnenden Niederlage am 25. Juli abgesetzt. Die neue Regierung unter Marschall Pietro Badoglio leitete umgehend Verhandlungen mit den Westalliierten ein, die bis Ende August in Lissabon Fortschritte machten. Zunächst wurde Anfang August Blasco Lanza D’Ajeta als neuer Botschaftsrat in Lissabon eingesetzt, der die Alliierten über Italiens Wunsch nach einer Auflösung des Achsenbündnisses informierte. Ein weiterer Fühler wurde über Alberto Berio nach Tanger ausgestreckt. Da D’Ajeta keine Verhandlungsvollmacht besaß, folgten ihm im Verlauf des August nacheinander der von der Regierung Badoglio entsandte Brigadegeneral Giuseppe Castellano (12. August, mit Zwischenstopp in Madrid) und der später vom Chef des Heeresgeneralstabs Mario Roatta ihm nachgeschickte Generalmajor Giacomo Zanussi (in Begleitung des kriegsgefangenen britischen Generals Adrian Carton de Wiart). Roatta war zunächst vom Chef des Comando Supremo Vittorio Ambrosio über Castellanos Mission bewusst im Dunkeln gelassen worden, da er noch am 15. August mit den Deutschen in Bologna konferierte. Als keine Nachrichten von Castellano eintrafen, wurde die von Roatta betriebene Entsendung Zanussis in der zweiten Augusthälfte durch Badoglio autorisiert.
Die Verhandlungen Castellanos hatten bereits zum Erfolg geführt, als Zanussi am 24. August Rom verließ. Sie wurden mit den Generälen Walter Bedell Smith (USA) und Kenneth W. D. Strong (Großbritannien) im Beisein des diplomatischen Vertreters der USA George F. Kennan in der britischen Botschaft in Lissabon geführt. Castellano erhielt von ihnen die vorläufigen Waffenstillstandsbedingungen präsentiert, die bedingungslos zu akzeptieren waren. Diese waren rein militärischer Natur, sämtliche weiteren offenen Fragen, an denen die Italiener interessiert waren, wie der zukünftige Status der Regierung Badoglio und die Aufnahme Italiens in die Reihen der Vereinten Nationen, sollten laut Smith von den alliierten Regierungen geprüft und gegebenenfalls später näher ausgeführt werden. Castellano traf am 27. August mit den Waffenstillstandsbedingungen wieder in Rom ein.
Zanussis Mission erreichte Lissabon am 25. August und nach einem Treffen mit dem britischen Botschafter wurde entschieden, die soeben von der Quadrant-Konferenz eingetroffenen ausführlichen Bedingungen des Waffenstillstands Zanussi zu präsentieren. Eisenhower, der dieselben Bedingungen wenig später erhielt, war über dieses harscher formulierte Dokument wenig erbaut, da es seiner Meinung nach den Erfolg der in zwei Wochen bevorstehenden Landung auf dem italienischen Festland in Frage stellte, der von einer italienischen Kooperation abhing. Es wurde daher entschieden, Zanussi vorübergehend aus dem Spiel zu nehmen, bevor dieser seine Regierung kontaktieren konnte. Er wurde über Gibraltar nach Algier, dem Sitz des AFHQ, ausgeflogen und schilderte dort seinen alliierten Gesprächspartnern Details der italienischen strategischen und innenpolitischen Lage. Eisenhower entschied, Zanussis Dolmetscher Lanza mit einem Brief Zanussis an Ambrosio über Sizilien nach Rom zurückkehren zu lassen, in dem dieser die unverzügliche Annahme der Bedingungen des „kurzen“ Waffenstillstands empfahl und Kooperation als wichtiger herausstellte als die Bedingungen des „langen“ Waffenstillstands, die jedoch nicht näher ausgeführt wurden.
Badoglio befand sich in einer verzweifelten Lage, da er eine vollständige Überwältigung der italienischen Armee durch die Deutschen im Falle einer alliierten Landung, die Reduktion ganz Italiens zu einem Schlachtfeld sowie ein ungewisses Schicksal seiner Regierung und der Monarchie vor Augen hatte. Nach Konsultation mit dem König und nach Eingehen der Nachricht Zanussis entschied er, Castellano mit einem neuen Verhandlungsauftrag zu den Alliierten zu entsenden.

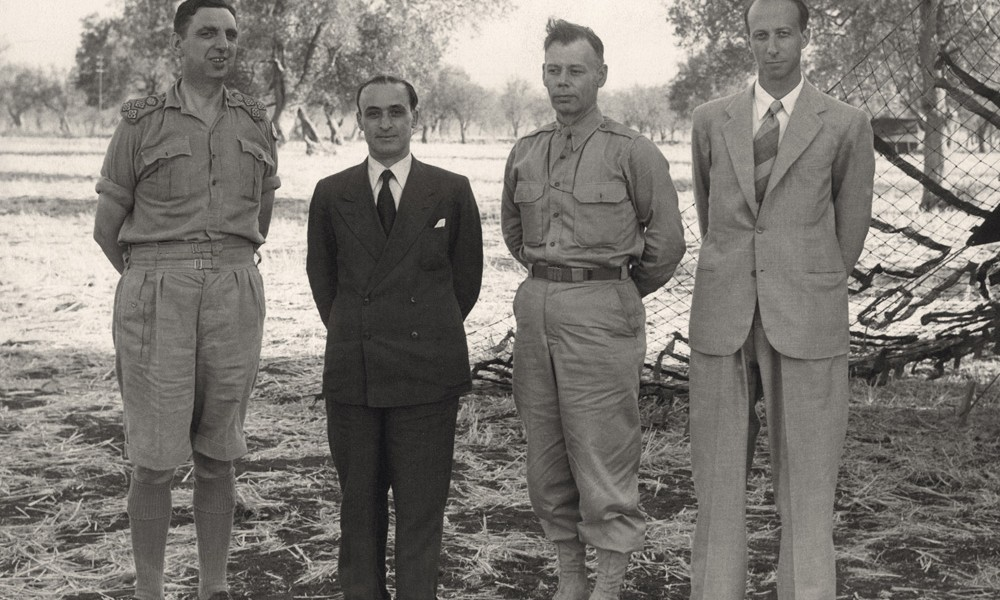
Kenneth Strong, Giuseppe Castellano, Walter Bedell Smith und der Diplomat und Dolmetscher Franco Montanari in Cassibile, September 1943

Am 31. August trafen die Verhandlungspartner Castellano, Zanussi, Smith und Strong in Cassibile, dem Hauptquartier der alliierten 15. Heeresgruppe, erneut zusammen. Castellano setzte seinen Gegenübern auseinander, dass es für die italienische Regierung, da diese nicht mehr frei agieren könne, unumgänglich sei zu fordern, dass die Unterzeichnung des Waffenstillstands nicht vor der alliierten Hauptlandung bekanntgegeben würde. Smith sperrte sich gemäß seinen Instruktionen gegen alle Modifikationen der Bedingungen und weigerte sich auch, den Italienern Informationen über Zeitpunkt und Ort der alliierten Landungen zukommen zu lassen. Die einzige Möglichkeit für Italien, etwas von der Situation zu retten, sei die Annahme der alliierten Bedingungen. Als Zugeständnis an die italienischen Befürchtungen bezüglich der Hauptstadt wurde die Landung einer amerikanischen Luftlandedivision auf nahen Flugplätzen in Aussicht gestellt, ferner wurde zugesichert, die Stärke der alliierten Truppen in Italien binnen kurzem auf die von Italien geforderten 15 Divisionen zu bringen. Italien sollte zum Schein Widerstand gegen die alliierten Landungstruppen der Operation Baytown leisten, die vor der Hauptlandung erfolgen sollte. Im Übrigen seien diese Bedingungen binnen 24 Stunden, gerechnet ab dem 2. September, zu akzeptieren.
Am 3. September 1943 wurde der so genannte „kurze Waffenstillstand“ unterzeichnet. Er blieb zunächst geheim; die Alliierten behielten sich vor, den Zeitpunkt festzulegen, wann er öffentlich gemacht und in Kraft treten würde. Am 8. September um 18 Uhr gab ihn General Eisenhower via Radio Algier bekannt; um 19:42 Uhr bestätigte Marschall Badoglio dies beim staatlichen Sender Ente Italiano per le Audizioni Radiofoniche (EIAR). „Der 8. September hat die italienische Staatsnation schockartig erschüttert.“

## Inhalt
Der „kurze Waffenstillstand“ bestand aus zwölf Artikeln. Er regelte zusammengefasst die weitere, sehr begrenzte Verwendung der italienischen Streitkräfte und gestand den Alliierten weitgehende Rechte auf italienischem Boden zu.
Neben der Einstellung der feindlichen Handlungen und dem Rückzug der italienischen Streitkräfte von allen Kriegsschauplätzen auf italienisches Gebiet mussten die Kriegsflotte und die Luftstreitkräfte an die Alliierten übergeben werden. Den italienischen Truppen oblag es, die italienischen Flug- und Seehäfen bis zum Eintreffen der Alliierten zu sichern, während es dem alliierten Oberbefehlshaber vorbehalten blieb, weitere Maßnahmen zur Entwaffnung, Demobilisierung und Demilitarisierung einzuleiten.
Des Weiteren verpflichtete sich Italien, alle Anstrengungen zu unternehmen, um den Deutschen alle Mittel zu entziehen, die gegen die Alliierten eingesetzt werden könnten, auch unter dem Einsatz der der italienischen Regierung unterstehenden Streitkräfte. Den Alliierten wurde ohne Bedingungen zugestanden, Operationsbasen auf italienischem Territorium einzurichten. Die italienische Handelsmarine durfte für die Kriegspläne der Alliierten eingesetzt werden. Dem alliierten Oberbefehlshaber wurde außerdem zugestanden, eine alliierte Militärregierung für die Gebiete einzusetzen, für die er es für nötig erachte. Daneben musste Italien alle Kriegsgefangenen und Internierten der Vereinten Nationen umgehend den Alliierten überstellen. Als abschließender Punkt wurde festgelegt, dass die politischen, wirtschaftlichen und finanziellen Bedingungen, denen Italien nachkommen müsse, später noch mitgeteilt werden würden.

## Unmittelbare Folgen

### Fall Achse
Die Bekanntgabe des Waffenstillstandes führte zum sofortigen Bruch zwischen dem Deutschen Reich und Italien. Die deutsche militärische Führung hatte für den Fall eines italienischen Frontenwechsels den Fall Achse vorbereitet, obwohl Badoglio während der Geheimverhandlungen mit den Alliierten den deutschen Verbündeten seine Bündnistreue beteuert hatte. Unter anderem wurden bis zum 8. September mehr als 20 deutsche Divisionen nach Italien verlegt. Die Wehrmacht begann sofort mit der Entwaffnung der italienischen Streitkräfte und deren Internierung sowie mit der systematischen Besetzung des Landes. Etwa die Hälfte des italienischen Heeres wurde entwaffnet und gefangen genommen, wobei tausende italienische Soldaten und Offiziere von der Wehrmacht getötet wurden, vor allem in Griechenland. Der Großteil der Kriegsschiffe wurde vertragsgemäß den Alliierten übergeben. Die Luftwaffe versenkte am 9. September 1943 das Schlachtschiff Roma. Der durch ein deutsches Kommando-Unternehmen am 12. September 1943 befreite Mussolini wurde Regierungschef einer neu gebildeten Marionettenregierung des Dritten Reiches, der Italienischen Sozialrepublik. Im Oktober und November 1943 organisierten Sicherheitspolizei und SD unter Führung Theodor Danneckers „Judenaktionen“ in mehreren Großstädten, insbesondere gegen Juden in Rom. In Rom wurden am 16. Oktober 1943 1259 Juden festgenommen und 1023 davon in das Vernichtungslager Auschwitz deportiert.
Da die für den Fall Achse verwendeten Einheiten von Wehrmacht und Waffen-SS teilweise von der Ostfront abgezogen worden waren, wurde ein Ziel der Operation Husky erreicht: deutsche Truppen wurden in Italien gebunden und die Front der Sowjetunion etwas entlastet. Stalin hatte von seinen Westverbündeten seit langem eine zweite Front gefordert.

### Waffenstillstand von Malta
Nach dem „kurzen“ Waffenstillstand reichten die Alliierten ihre zusätzlichen Forderungen für einen „langen“ Waffenstillstand an die Regierung Badoglio nach. In insgesamt 44 Artikeln wurden in diesem Dokument die bedingungslose Kapitulation und die Auslieferung Mussolinis verlangt, was wegen dessen Befreiung im Unternehmen Eiche nicht realisierbar war. Das Kapitulationsabkommen wurde schließlich am 29. September 1943 an Bord der HMS Nelson von Marschall Badoglio und General Dwight D. Eisenhower unterzeichnet. Am 13. Oktober 1943 erklärte Italien dem Deutschen Reich den Krieg und trat an der Seite der Alliierten wieder in den Krieg ein.

## Rezeption
Der 8. September 1943 und seine unmittelbaren Folgen fanden in der erzählenden italienischen Literatur Niederschlag. So behandelten, was ehemalige Aktivisten der Resistenza betrifft, Beppe Fenoglio in seinem Roman Primavera di bellezza, Luigi Meneghello in I piccoli maestri, Renata Viganò in L’Agnese va a morire und Mario Tobino in Il clandestino die Bekanntgabe des Waffenstillstands und/oder seine unmittelbaren Folgen. Cesare Paveses La casa in collina und Alberto Moravias Cesira stellen Beispiele dar, in denen die Autoren wie die Protagonisten der Erzählungen keine eindeutige politische Wahl für die Resistenza oder die Italienische Sozialrepublik trafen. Carlo Mazzantinis A cercar la bella morte, Giose Rimanellis Tiro al piccione und Giorgio Soavis un banco di nebbia bieten literarische Verarbeitungen vonseiten ehemaliger Angehöriger der Italienischen Sozialrepublik.
Eine überzeichnete filmische Darstellung des Chaos innerhalb der italienischen Armee nach dem 8. September bietet eine Szene zu Beginn von Luigi Comencinis Commedia all’italiana Tutti a casa.